# Gaspar Corte-Real
Gaspar Corte-Real (1450 circa – 1501?) è stato un navigatore ed esploratore portoghese.

## Biografia
Fu il più giovane dei tre figli di João Vaz Corte-Real, anch'esso esploratore portoghese, e fu accompagnato dal padre nelle sue spedizioni in America del Nord. Nel 1500 re Manuele I del Portogallo inviò Gaspar a scoprire nuove terre ed alla ricerca di un passaggio a nord-ovest per l'Asia.
Raggiunse la Groenlandia, convinto di trovarsi in Asia orientale, ma scelse di non sbarcare. Partì per un secondo viaggio in Groenlandia nel 1501 con tre caravelle. Trovando tratti ghiacciati, cambiarono rotta dirigendosi a sud e trovando la terra, convinto che si trattasse di Labrador e Terranova. Qui catturarono 57 nativi americani poi rivenduti come schiavi. Gaspar rimandò il fratello e due navi in Portogallo prima di proseguire verso sud. Non si seppe più nulla di Gaspar Corte-Real. Il fratello Miguel tentò di ritrovarlo nel 1502, ma anche lui non fece mai ritorno.

## Riconoscimenti
Una statua di Gaspar Corte-Real si trova di fronte all'edificio della Confederazione di Saint John's. Fu donata dalla Portuguese Fisheries Organisation nel 1965 come riconoscenza per l'ospitalità di Terranova nei confronti dei pescatori portoghesi della Portuguese Grand Banks.